# 阿尔巴雷多-佩尔圣马科
阿尔巴雷多-佩尔圣马科（義大利語：Albaredo per San Marco），是意大利松德里奥省的一个市镇。总面积18平方公里，人口357人，人口密度19.8人/平方公里（2009年）。国家统计（ISTAT）代码为014001。